# Sohag
Sohag (arabisch سوهاج, DMG Sawhāǧ, auch Suhag oder Suhaj), Ägyptisch-Arabische Aussprache Sōhāg bzw. Sōhādsch, ist eine Stadt in Ägypten am Westufer des Nil. Ihre Einwohnerzahl wird im Jahr 2012 auf ca. 201.000 geschätzt. Seit 1960 ist sie Hauptstadt des gleichnamigen Gouvernements.

## Geographie
Sohag liegt am Westufer des Nil in einer fruchtbaren Agrarlandschaft, ungefähr 6 km südwestlich von Achmim. Auch zwei Inseln, die unbewohnte Karaman-ez-Zahur und die zwar kleinere aber besiedelte Gazirat ez-Zahur (arabisch جزيرة الزهور; Ǧazīrat az-Zuhūr, „Blumeninsel“) sind Teile der Ortsgebietes. Sohag führt deshalb den Namen „Braut des Nil“.

## Klima
|                       | Jan | Feb | Mär | Apr | Mai | Jun | Jul | Aug | Sep | Okt | Nov | Dez |   |      |
| Mittl. Tagesmax. (°C) | 22  | 24  | 28  | 34  | 38  | 40  | 39  | 38  | 36  | 34  | 28  | 24  | ⌀ | 32,1 |
| Mittl. Tagesmin. (°C) | 7   | 9   | 12  | 17  | 21  | 23  | 24  | 23  | 21  | 18  | 13  | 9   | ⌀ | 16,4 |
|                       |     |     |     |     |     |     |     |     |     |     |     |     |   |      |
| Sonnenstunden (h/d)   | 9   | 10  | 10  | 10  | 11  | 12  | 12  | 12  | 11  | 10  | 10  | 9   | ⌀ | 10,5 |
|                       |     |     |     |     |     |     |     |     |     |     |     |     |   |      |
| Regentage (d)         | 0   | 0   | 1   | 0   | 0   | 0   | 0   | 0   | 0   | 0   | 0   | 1   | Σ | 2    |
|                       |     |     |     |     |     |     |     |     |     |     |     |     |   |      |
| Luftfeuchtigkeit (%)  | 57  | 50  | 44  | 36  | 30  | 31  | 37  | 43  | 45  | 44  | 51  | 56  | ⌀ | 43,7 |

| 7 |

| 9 |

| 12 |

| 17 |

| 21 |

| 23 |

| 24 |

| 23 |

| 21 |

| 18 |

| 13 |

| 9 |

| 7 |

| 9 |

| 12 |

| 17 |

| 21 |

| 23 |

| 24 |

| 23 |

| 21 |

| 18 |

| 13 |

| 9 |

## Geschichte
Die Vorgeschichte des Ortes ist weitgehend unbekannt, es wurden einige Mumien aus der Zeit der Römerherrschaft gefunden. Zur Zeit der Kopten lebte eine Mönchsgemeinschaft im sogenannten „Weißen Kloster“. An diesem Ort war dann bis ins 19. Jahrhundert nur eine unbedeutende Ortschaft, erst als die Gouvernementshauptstadt von Girga hierher verlegt wurde, erhielt Sohag seinen heutigen Namen.
Am 10. April wird hier der Nationalfeiertag des Gouvernements begangen, zur Erinnerung an die Schlacht von Johaina, wo im Jahre 1799 ägyptische Truppen eine französische Vorausabteilung der Ägyptischen Expedition Napoleon Bonapartes besiegten.

## Wirtschaft
Da sich in Sohag nur wenige archäologisch bedeutsame Stätten befinden, macht der Tourismus lediglich einen geringen Teil des Wirtschaftsaufkommens der Stadt aus. Handel, Kleinindustrie (Teppichweber, Möbelfertigung, Spinnereien, Webereien und Zuckerproduktion), sowie die Provinzverwaltung und eine Universität sorgen für Bevölkerungszuwachs und Einkommen. Zwischen 1976 und 2010 wuchs die Einwohnerschaft von 101.758 auf 209.419.

## Einrichtungen und ausgewählte Bauwerke
- Sidi Arif Moschee (مسجد العارف بالله; Masjid al-ʿArif bi-Allah) im Süden des Stadtgebietes, erbaut im 14. Jahrhundert
- El-Farshuti Moschee (مسجد الفرشوطى; Masjid al-Farschūṭī), auch el-'Atiq (الجامع العتيق; „die Alte“) genannt, in der Nähe der Sidi Arif Moschee. Moderner Bau mit einem 53 m hohen Minarett, in der Fassade sind einige Schriftsteine aus dem alten Bau vorhanden, u. a. ein Dekret des Mameluken-Sultans al-Ghuri (1441–1516) aus dem Jahr 1506
- Kirche zur Heiligen Jungfrau (Kanīsat as-Saiyida al-ʿAdraʾ) nördlich des Bazars (souq Qaiṣarīya), erbaut im 20. Jahrhundert. Die Kirche hat fünf Schiffe und ist der Jungfrau Maria geweiht, besitzt Nebenkapellen für den Heiligen Georg und den Erzengel Michael.
- Kirche zum Heiligen Georg (Kanīsat Mar Girgis), Kathedrale der Eparchie Sohag, in der Nähe des Opernhauses (Midan Obira), ebenfalls aus dem 20. Jahrhundert
- Kirche des Erzengels Michael in der Bahnhofsstraße (El-Mahatta)
- Das koptische Weiße Kloster, geweiht dem Heiligen Schenute von Atripe, 5 km westlich außerhalb der Stadt. Der Name leitet sich vom weißen Kalkstein des Baues her. Heute ist nur mehr die Kirche als Rest des einst großen Klosters erhalten.
- Das koptisch-orthodoxe Rote Kloster, geweiht dem ägyptischen Heiligen Pishay, 5 km nördlich von der Stadt gelegen. Der Name kommt von den roten gebrannten Ziegeln der Außenmauer.
- Tempel der Göttin Repit, erbaut von Ptolemaios XV. Caesarion auf einem früheren Tempel von Ptolemaios IX. (siehe auch Athribis (Menu), Athribis-Projekt). In der Nähe ist das Grab der Brüder Ibpemeny und Pemehyt aus dem späte 2. Jahrhundert v. Chr. mit zwei Zodiak-Fresken an der Decke.[3]
- Das Sohag-Museum hat eine Sammlung von 5000 Artefakten aus dem gesamten Gouvernement Sohag, die den Zeitraum vom Mittleren Reich bis zur Griechisch-Römischen Zeit abdecken.
- Nicht-staatliche Regional-Universität Sohag, in welcher unter anderem Wasserbauingenieure und Germanisten ausgebildet werden[4]

## Söhne und Töchter der Stadt
- Onsi Sawiris (1930–2021), Geschäftsmann und Gründer von Orascom
- Adel al-Chajat (* 1950/51), Politiker
- Thomas Halim Habib (* 1963), koptisch-katholischer Bischof von Sohag

## Bildergalerie

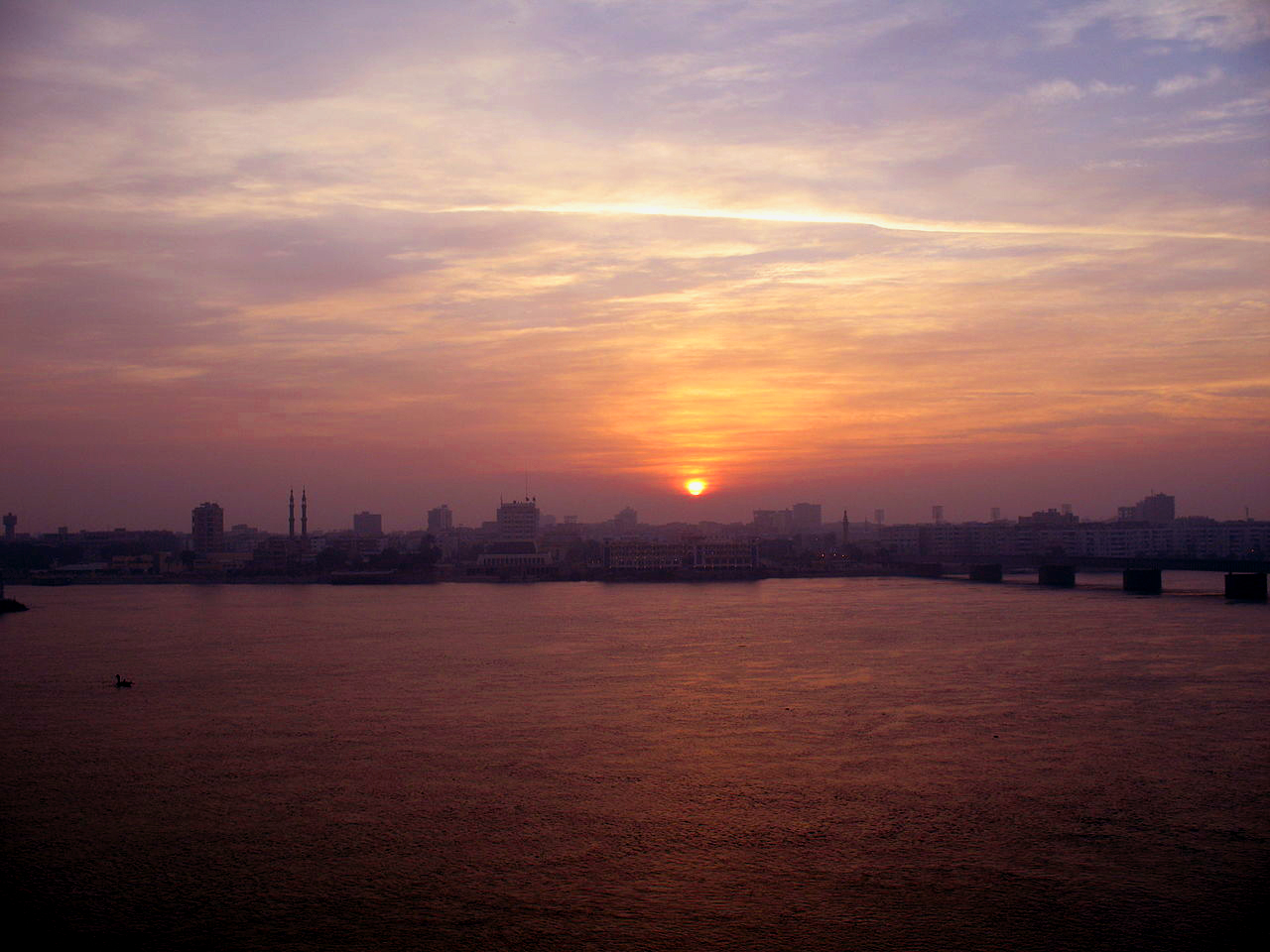
Skyline von Sohag in der Morgendämmerung
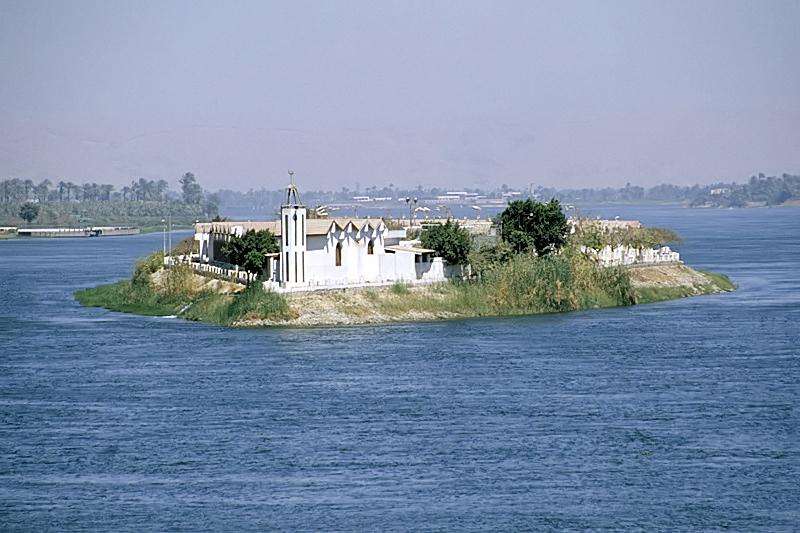
Gazirat ez-Zahur
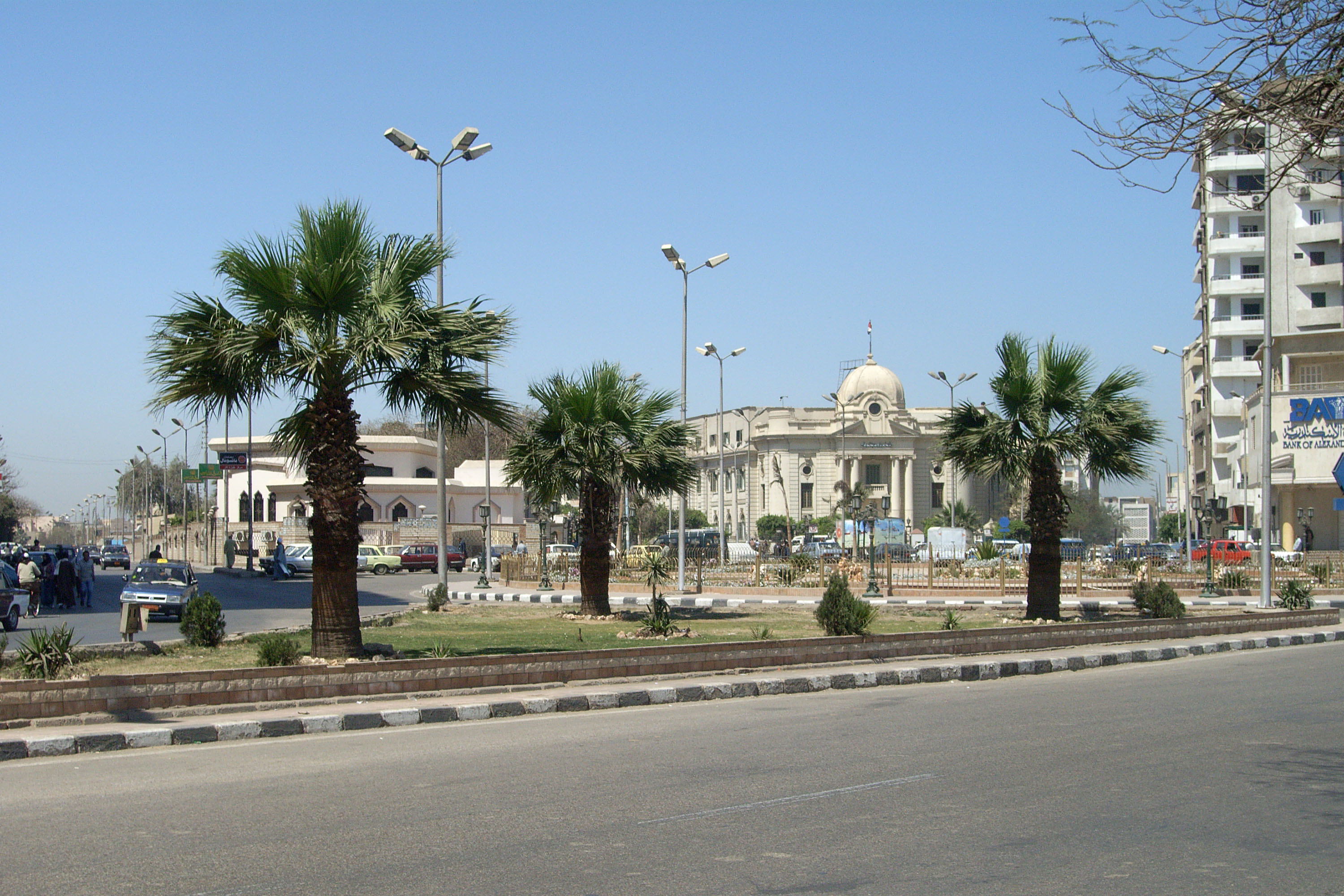
Midan-Corniche mit dem Rathaus
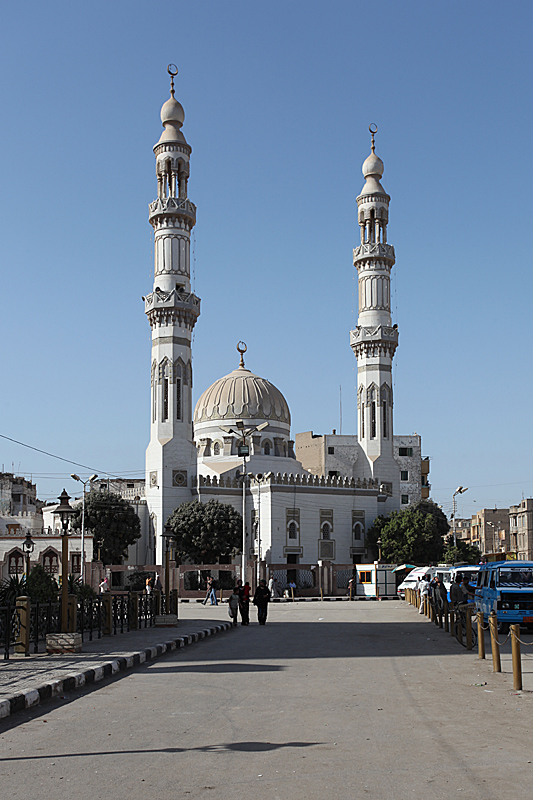
Sidi Arif Moschee
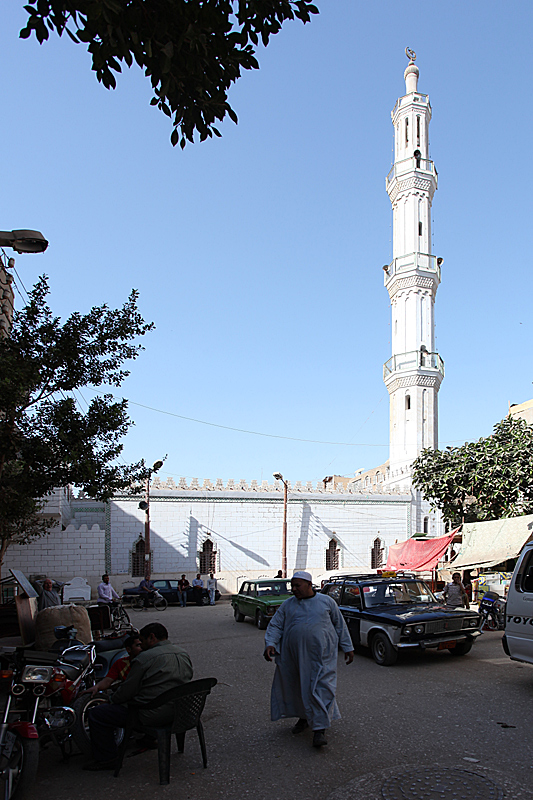
El-Farshuti Moschee
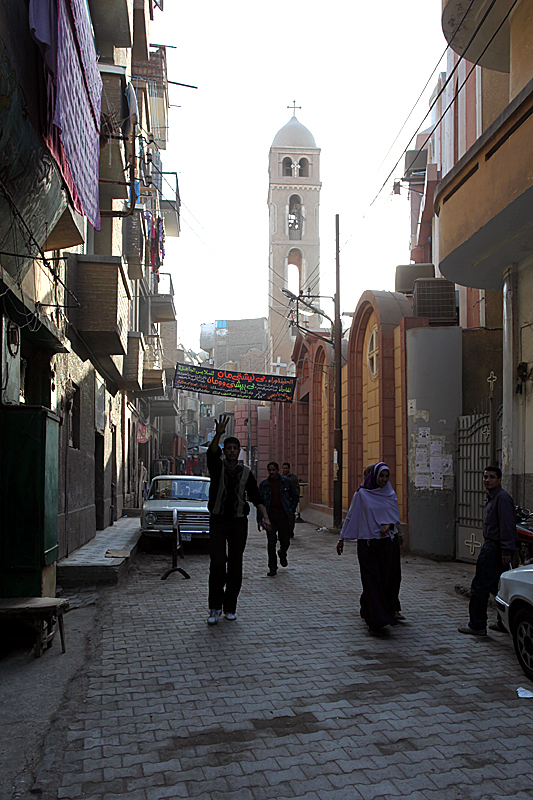
Kirche zur Heiligen Jungfrau
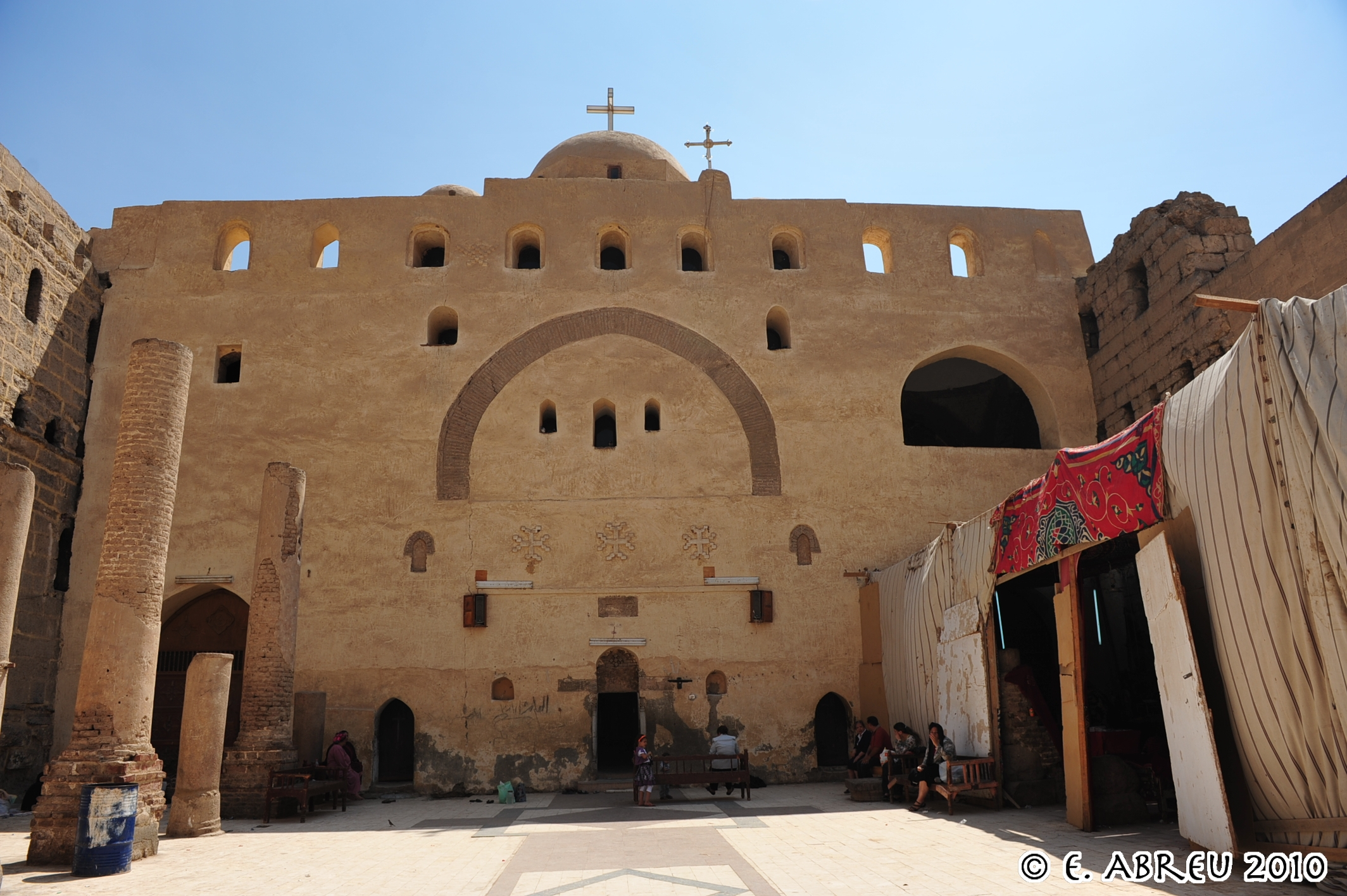
Weißes Kloster
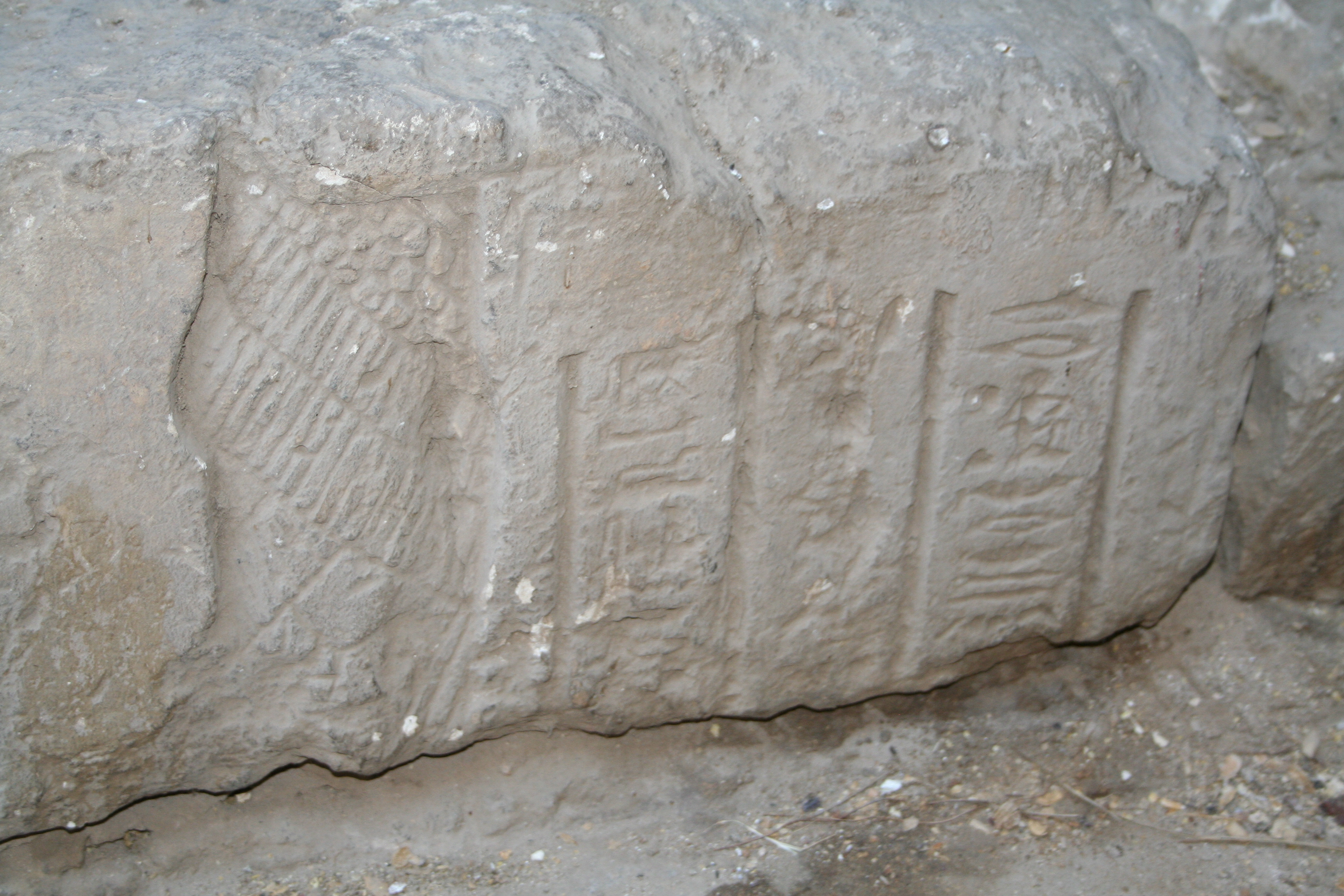
Spolie (Pharaonenzeit) im Weißen Kloster